# 튀르크조어
튀르크조어 또는 원시 튀르크어(Proto-Turkic)는 후대의 다양한 튀르크족으로 분화되기 전의 원시 튀르크족이 사용했을 것으로 상정되는 튀르크어족 조상언어의 언어학적 재구이다. 튀르크조어는 서부의 오구르조어와 동부의 공통 튀르크조어로 나뉜다. 튀르크조어의 원향은 여전히 명확하지 않으며 후보지로 중앙아시아 서부 스텝부터 만주까지 다양한 지역이 제시된다. 많은 학자들은 그것이 중앙아시아 대초원의 동부 지역에 있었다는 데 동의하지만 일부 학자들은 지금으로부터 2,500년 전의 동아시아에서 그 기원을 찾을 수 있다고 주장한다.
튀르크어족 언어 중 가장 이른 기록인 서기 7세기 돌궐의 고대 튀르크어로 된 오르혼 비문은 이미 동부 공통 튀르크어로 분화된 특징을 보인다. 오랫동안 튀르크조어의 재구는 오구즈어와 킵차크어와 같은 서부 공통 튀르크어 계통을 주요 출처로 하여 서부 오구르어(불가르어, 추바시어, 하자르어)와 비교하는 데 그쳤다. 이러한 서부 언어들은 고대 기록이 훨씬 희소하기 때문에 튀르크조어의 재구는 여전히 근본적으로 괵튀르크족의 동부 고대 튀르크어에 많은 부분을 의존하고 있으며, 최근에는 언어의 모든 문어 및 구어 형태에 대한 더 포괄적인 분석이 이루어지고 있다.